# Wereldkampioenschap schaken 2010

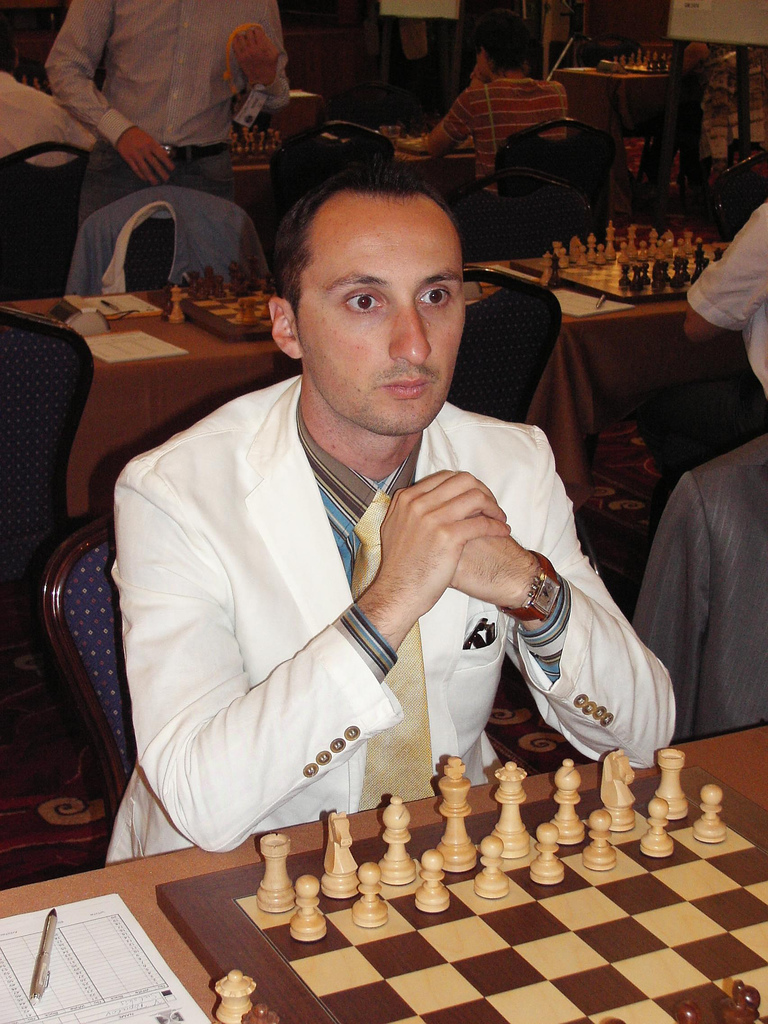
Veselin Topalov

Het wereldkampioenschap schaken 2010 bestond uit een match die werd gespeeld tussen Viswanathan Anand en Veselin Topalov. Deze match vond plaats in Sofia van 24 april tot en met 11 mei 2010. Anand won met 6½ - 5½.
Anand verdedigde in deze match de wereldtitel die hij had veroverd bij het wereldkampioenschap in 2007 in Mexico en had verdedigd in een match met Vladimir Kramnik( wereldkampioenschap in 2008 ).

## Uitdagersmatch
Topalov had bij het wereldkampioenschap 2006 de wereldtitel verloren aan Kramnik en zou volgens de oorspronkelijke regeling buiten de volgende cyclus vallen.

Gata Kamsky was de winnaar van de FIDE Wereldbeker 2007 en zou oorspronkelijk direct tegen Anand spelen.

De FIDE bepaalde echter dat Topalov en Kamsky eerst een 'uitdagersmatch' moesten spelen, waarvan de winnaar Anand mocht uitdagen. Deze match werd van 16 tot 28 februari 2009 in Sofia gespeeld. De uitslag was 4½-2½ voor Topalov.

## Voorwaarden en secondanten
De match ging over twaalf partijen. De bedenktijd was 2 uur voor 40 zetten, daarna 1 uur voor 20 zetten en daarna 15 minuten voor de rest van de partij, met 30 seconden per zet toegevoegd vanaf zet 61. Indien de match 6-6 zou zijn geëindigd, zou er een tie-break van 4 rapidpartijen zijn gespeeld.
De secondanten van Anand waren Peter Heine Nielsen, Rustam Kasimdzjanov, Surya Ganguly and Radoslaw Wojtaszek. Na de match vertelde Anand dat hij bij de voorbereidingen hulp had gehad van Magnus Carlsen, Garri Kasparov en Anish Giri en dat Kramnik tijdens de match adviezen had gegeven.
Topalov werd terzijde gestaan door Ivan Cheparinov, Erwin l'Ami en Jan Smeets

## Scoreverloop
Het scoreverloop was:
|         | 1 | 2 | 3 | 4 | 5 | 6 | 7 | 8 | 9 | 10 | 11 | 12 | Totaal |
| ------- | - | - | - | - | - | - | - | - | - | -- | -- | -- | ------ |
| Topalov | 1 | 0 | ½ | 0 | ½ | ½ | ½ | 1 | ½ | ½  | ½  | 0  | 5½     |
| Anand   | 0 | 1 | ½ | 1 | ½ | ½ | ½ | 0 | ½ | ½  | ½  | 1  | 6½     |